# سیارک ۸۱۸۴
سیارک ۸۱۸۴ (به انگلیسی: 8184 Luderic، نامگذاری:1992WL) هشت هزار و صد و هشتاد و چهارمین سیارک کشف شده‌است که در ۱۶ نوامبر ۱۹۹۲ کشف شد.
قدر مطلق سیارک برابر ۱۱٫۴۰ است.